# 宮田隆太郎
宮田 隆太郎（みやた りゅうたろう、7月26日 - ）は、日本の会社役員。ラジオ沖縄の執行役員（総務部長）で、同局の元アナウンサー。

## 来歴
長野県松本市出身。沖縄国際大学卒業。
大学を卒業後、2002年4月にラジオ沖縄に入社。同期の新垣りえとともに同局のアナウンサーになる。
2020年6月末に全ての担当番組を降板してアナウンス職を離れ、総務部へ異動した。2020年10月19日の『ティーサージ・パラダイス』内ニュースコーナーで、ニュース担当の同社取締役小磯誠が総務部長である旨の発言をした。したがって、同年7月1日付で同職に就任したとされる。偶然にも、同日はラジオ沖縄の開局60周年記念日でもあった。

## 人物
吉川晃司のファンで、愛称は「モニカ隆太郎」。
社外ではFC琉球のスタジアムDJを務めている。また2008年にアマチュアロックバンド「REJARL（リジャール）」を結成し、ライブ活動を行っている。

## アナウンサー時代の担当番組
- シャープと共に（2005年3月まで）
- フレッシュモーニング（2009年9月まで） - 月曜・火曜・水曜担当
- マイフレンドフォーエヴァー[2]
- ROKS POP 10[2]（2009年3月まで）
- イブニングワイドMIX（2009年10月 - 2014年3月） - 月曜 - 木曜担当
- メジャーエンカー[3] - 「霧龍」名義で出演
- シネマガイド[3]
- 民謡の花束 - 週に3日間放送されていた時期に出演。木曜担当[4]
- 日曜戦士サンデマン[4]
- EVENING HUNTER[5]
- ミュージックラインナップ（ナイターシーズン中のみの番組）
- Saturday Music Arena[6]（ナイターオフ番組）
- KINGS COURTSIDE LIVE
- 思いやり交差点[1]
- ユーグラデーションタイム チョイス!!（2018年1月 - 2020年6月）
- 玉隆飯店[7]（2018年10月 - 2019年3月）
- It's 琉球 Time[8]

## その他の活動
- FC琉球 スタジアムDJ